# Седрик Максвел
Седрик Брајан Максвел (енгл. Cedric Bryan Maxwell; Кинстон, 21. новембар 1955) бивши је амерички кошаркаш. Играо је на позицији крила.
Остварио је значајни успех у НБА лиги, два пута је био шампион са екипом Бостон селтикса и једном је проглашен за најкориснијег играча финала НБА. Играо је још за Лос Анђелес клиперсе и Хјустон рокетсе. Професионалну каријеру је окончао 1988. године.
Максвел је 22. по реду бивши играч коме су Селтикси повукли дрес (број 31) 15. децембра 2003. Ради као радио водитељ за ВБЗ-ФМ спортску радио станицу у Бостону.

## Успеси

### Клупски
- Бостон селтикси:
  - НБА (2): 1981, 1984.

### Појединачни
- Најкориснији играч НБА финала (1): 1981.